# Чернова, Галина Петровна
Гали́на Петро́вна Черно́ва (девичья фамилия Марты́нова, р. 17 февраля, 1952, Климово, Чувашская АССР) — российский зоолог, государственный деятель Чувашской Республики, министр образования и молодёжной политики Чувашской Республики (2000—2011). 
Автор научных, учебно-методических и общественно-педагогических публикаций. Кандидат биологических наук (1979). Доцент (1985). Открыла несколько новых для науки видов насекомых (например, Coriomeris armeniacus Tshernova, 1978, внесла вклад в изучении фауны Чувашии и Палеарктики, соавтор Красной книги Чувашской Республики.

## Биография
Родилась в педагогической семье: мать — Елена Александровна — учитель математики, отец — Пётр Яковлевич — директор Климовской восьмилетней школы Ибресинского района и Ибресинской школы № 1. 

Окончила с отличием биолого-химический факультет Чувашского государственного педагогического института им. И. Я. Яковлева, в институте была секретарём комсомольской организации.

Училась в аспирантуре Зоологического института АН СССР; работала преподавателем, доцентом, заведующей кафедрой зоологии в Чувашском государственном педагогическом институте.
- С сентября 1996 г. по январь 2000 г. — первый заместитель министра образования, науки и высшей школы Чувашской Республики;
- С января 2000 г. по 23 апреля 2004 г. — министр образования Чувашской Республики;
- С апреля 2004 г. — министр образования и молодёжной политики Чувашской Республики;
- С 18 января 2011 г. по март 2012 г. — ректор ГОУ «Чувашский республиканский институт образования» Минобразования Чувашии.

В Чувашии известна как министр-реформатор, так как при её руководстве республика стала одним из первых шести пилотных регионов России по внедрению новых проектов, например, таких как ЕГЭ(2001), поставка школьных автобусов в рамках федеральной программы «Школьный автобус» (2001), реструктуризация малокомплектных школ, другие инновации и конкурсы учителей в рамках приоритетного национального проекта «Образование» (2005). Приглашалась в Министерство образования РФ на должность заместителя Андрея Фурсенко. По опросу общественного мнения жителей Чувашии была названа «Женщиной 2001 года».

## Семья и личная жизнь
Замужем, имеет двух сыновей. Есть внук. Старший сын стал врачом-хирургом. Младший учился в Москве на юридическом факультете Российского государственного гуманитарного университета. 
Круг чтений - Ю. М. Нагибин и В. В. Набоков, книги начала перестройки. Набокова читала несколько раз, пытаясь понять, за что же его так ценят.

## Награды
- Нагрудный знак «Отличник народного просвещения Российской Федерации» (1996),
- Почётное звание «Заслуженный работник образования Чувашской Республики» (2001),
- Нагрудный знак «Почетный работник высшего профессионального образования Российской Федерации» (2002),
- Почётная грамота Министерства образования Российской Федерации (2002),
- Медаль ордена «За заслуги перед Отечеством» II степени (2003),
- Памятная медаль «К 100-летию М. А. Шолохова» (2004),
- Медаль ордена «За заслуги перед Чувашской Республикой» (2007).
- Памятная медаль «100-летие образования Чувашской автономной области» (2020)